# Невма
Не́вма (лат. neuma от др.-греч. νεῦμα «знак рукой или глазами, кивок») — многозначный музыкальный термин. Значения:
1. Основной тип графемы в системе невменной нотации, распространённой в Западной Европе в IX—XII веках. Невма может соответствовать звуку одной высоты или совокупности разновысотных звуков, образующих мелодическую фразу. Точное высотное и ритмическое значение невмы (в отличие от классической 5-линейной тактовой нотации), как правило, определить невозможно.
2. В нотных рукописях и в теории музыки IX—XIV вв. — законченная (оформленная) музыкальная фраза, использовавшаяся как мелодия-модель, квинтэссенция музыкальной интонации церковного тона (для более формульной псалмодии в такой же функции выступал псалмовый тон). Мелодии-модели распевались на тексты псалмов (например, «алфавитный» Пс. 118 Beati immaculati in via; каждому церковному тону соответствовал один псалмовый стих), на молитвословные тексты с числовой мнемоникой (Primum quaerite regnum Dei. Secundum autem simile est huic. Tertia dies est, quod haec facta sunt и т.д.)[1], на вымышленные слова, лишённые смысла (noanoeane — невма первого тона, noeagis — невма второго тона и т.д.). Первое вхождение термина «невма» регистрируется в трактате Псевдо-Хукбальда «Scolica enchiriadis» (конца IX века)[2]. Значительный вклад в учение о невмах-моделях внёс Гвидо Аретинский (в «Микрологе» и «Послании о незнакомом распеве», оба труда написаны в начале XI века). В XIV веке невма в указанном значении отмечается в трактатах Вальтера Одингтона, Гвидо из Сен-Дени, Псевдо-Тунстеда («Quatuor principalia»), а также у многих анонимных авторов. Помимо трактатов, такие невмы каталогизировались в нотных рукописях особого жанра и состава — тонариях.
3. В григорианике — то же, что Jubilus, протяжённый распев заключительного слога «а» в аллилуйе (жанр григорианской монодии). От этого значения термина возник (позднейший) музыкальный термин Невматическое пение.
4. В теории музыки XVI — начала XVII веков невма (реже «пневма», от πνεῦμα дыхание) — генеральная пауза. Например, у Дж. Царлино в трактате «Основы гармоники» (1558)[3]

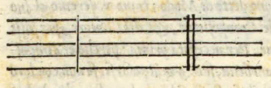

у Зета Кальвизия в его учебнике «Музыкальный компендий для начинающих» (1602) и в других учебниках ЭТМ. Знак невмы, который выглядит как одинарная или двойная тактовая черта классической 5-линейной нотации, перестал использоваться с установлением в Европе тактовой нотации.